# Fliegende Fische müssen ins Meer
Fliegende Fische müssen ins Meer (alternativ auch Fliegende Fische) ist ein Schweizer Film aus dem Jahr 2011. Regie führte Güzin Kar, die auch das Drehbuch schrieb.

## Handlung
In einem kleinen Ort am Rhein kümmert sich die 15-jährige Nana um ihre beiden jüngeren Geschwister und arbeitet als Schleusenwartin. Ihre Mutter Roberta spielt bei Rheinfahrten für internationale Geschäftsleute die Reiseführerin und Alleinunterhalterin. Dabei lacht sie sich immer wieder einen Herrn an, der ihr verspricht, sie mit in sein Land zu nehmen und ihr dort Arbeit zu verschaffen. Es stellt sich aber jedes Mal heraus, dass es mit den Versprechungen nicht sehr weit her ist, und so lebt die Mutter mit ihren drei Kindern immer noch in einem leicht heruntergekommenen Haus. 
Nana, die die Mutterrolle de facto übernommen hat, verurteilt den Lebenswandel ihrer Mutter und fasst dies mit den Worten «Roberta ist die peinlichste Figur im Universum und die unfähigste Mutter aller Zeiten» in einem Satz zusammen. Nach einem Nacktbadeunfall droht das Jugendamt Roberta, ihr das Sorgerecht für ihre Kinder zu entziehen, wenn sie sich nicht innerhalb von drei Monaten einen «normalen Lebenswandel» zulege. Roberta nimmt sich vor, eine geregelte Arbeit zu finden und keine Männergeschichten mehr zu haben. Leider verfügt sie über keinerlei Ausbildung, und so klagt sie ihr Dilemma der Marienstatue. Als Zeichen ihres guten Willens zur Enthaltsamkeit vergräbt sie ihren besten Büstenhalter in der Erde. Ihre Tochter Nana teilt den Optimismus ihrer Mutter, einen abstinenten Lebensstil führen zu können, nicht. Sie versucht nun zusammen mit ihren Geschwistern, jemanden zu finden, der sich als Mann für Roberta sowie als Stiefvater für Nana und ihre Geschwister eignet. Der Auswählte ist der junge Arzt Eduardo.
Dessen erstes Zusammentreffen mit Roberta verläuft nicht sehr glücklich, er erkennt aber, dass Nana mit der Situation überfordert ist und ermutigt werden muss, ihren eigenen Weg zu gehen. Er unterstützt daher Nanas Wunsch, Hochseekapitänin zu werden, indem er mit ihr für die Eignungsprüfung büffelt und sie ermutigt, sich im fernen Hamburg zu bewerben. Eduardo findet auch heraus, dass Nanas Tätigkeit als Schleusenwärterin als das für die Ausbildung geforderte Praktikum anerkannt wird und der Ausbildung daher eigentlich nichts im Weg steht. Er wirft schliesslich mit ihr zusammen ihre Bewerbung für die Ausbildung in den Briefkasten ein, dies entgegen dem Bemühen des Jugendamtes, Nana eine Ausbildung im sozialen Bereich oder als Haushaltsgehilfin zu vermitteln.
Eduardo bemerkt dabei nicht, dass Nana sich in ihn verliebt hat und sein Verständnis für ihre Situation als Gegenliebe missinterpretiert. Roberta jedoch erkennt die Gefühle ihrer Tochter und stellt Eduardo zur Rede, der daraufhin Nana erschrocken erklärt, dass er sie nicht liebe. Er kündigt ausserdem an, nach Afrika zu gehen, um dort Kindern zu helfen. Nana führt dies allein darauf zurück, dass sie noch keine 16 Jahre alt und somit ein Kind sei. 
An ihrem 16. Geburtstag sucht sie Eduardo auf, um ihn zu verführen, und erklärt, sie wolle mit ihm zusammen nach Afrika gehen. Eduardo wehrt sie jedoch ab und als Nana bemerkt, dass er Damenbesuch hat, verlässt sie ihn fluchtartig.
Daraufhin will sie sich umbringen, indem sie sich in den Rhein stürzt. Sie wird jedoch von Roberta gerettet. Das Verhältnis zwischen Mutter und Tochter verbessert sich nach diesem Vorfall. Das Jugendamt gibt inzwischen seine Bemühungen auf, von der Mutter einen "normalen" Lebenswandel zu fordern. 
Nana wird tatsächlich in Hamburg angenommen. Sie trifft ein letztes Mal auf Eduardo und verabschiedet sich von ihm. Er fährt kurz darauf tatsächlich nach Afrika, um dort zu arbeiten, sein genaues Schicksal bleibt aber unbekannt. Am Ende des Films verlässt Nana ihre Mutter und ihre Geschwister in Richtung Hamburg.

## Drehorte
Gedreht wurde zwischen August und Oktober 2009 in Bad Zurzach, Klingnau und Leibstadt im Kanton Aargau in der Schweiz, sowie in Küssaberg-Kadelburg in Baden-Württemberg, Deutschland.

## Auszeichnungen
- Drehbuchpreis 2005 der Schweizerischen Autorengesellschaft SSA
- Regiepreis (Preis des saarländischen Ministerpräsidenten) beim Filmfestival Max Ophüls Preis 2011 in Saarbrücken